# Sei Kepayang Tengah
Sei Kepayang Tengah is een bestuurslaag in het regentschap Asahan van de provincie Noord-Sumatra, Indonesië. Sei Kepayang Tengah telt 3384 inwoners (volkstelling 2010).